# John Brennan Crutchley
John Brennan Crutchley (1 de octubre de 1946-30 de marzo de 2002) fue un secuestrador, violador y probablemente asesino en serie convicto estadounidense sospechoso de asesinar hasta treinta mujeres, pero que nunca fue juzgado ni condenado por asesinato. Fue llamado el Violador Vampiro porque drenó la sangre de su única víctima confirmada casi hasta el punto de morir mientras la violaba repetidamente.

## Primeros años
John Crutchley nació el menor de tres hermanos en una familia acomodada en Clarksburg, Virginia Occidental, el 1 de octubre de 1946. Sus padres fueron William "Bill" Crutchley Sr. y su esposa Mildred Burnside. Según Crutchley, su madre estaba angustiada por la pérdida de su hija mayor, Donna June Crutchley (17 de agosto de 1931-2 de febrero de 1945). Donna había muerto durante una cirugía de emergencia el año antes de que naciera John; La causa de su muerte fue catalogada como "colapso circulatorio". Cuando nació Crutchley, su madre estaba decepcionada por su sexo porque tenía la intención de tener otra hija, por lo que comenzó a vestirlo como una niña durante los primeros seis años de su vida. Además de ser obligado a usar vestidos, Crutchley también afirmó que sus padres lo sometieron a severo maltrato, que incluyó golpearlo hasta perder el conocimiento y quemarle los dedos.
Crutchley era un niño sin amigos y prefería pasar la mayor parte de su tiempo jugando con aparatos electrónicos en el sótano de su casa. Esta inclinación por la electrónica le dio sus frutos cuando ganó dinero reparando y reconstruyendo complejos sistemas de radio y estéreo ya antes de terminar el instituto. Se graduó de Upper St. Clair High School en Upper St. Clair, Pensilvania y, finalmente, Crutchley se graduó con una licenciatura en Física del Defiance College en Ohio en 1970 y obtuvo un Máster en Administración de Ingeniería en la Universidad George Washington en Washington D. C. Se casó con su primera esposa en 1969.
El primer matrimonio de Crutchley ya mostraba tensiones cuando se graduó de la universidad, y casi había terminado cuando se mudó a Kokomo, Indiana, para trabajar en Delco Electronics. Crutchley había trabajado anteriormente en la División Central de Fundiciones de la General Motors en Defiance, Ohio, donde fue responsable de la instalación de un nuevo sistema de seguridad en la planta. Solicitó un traslado a Delco Electronics en Kokomo, donde se diseñaron y construyeron los sistemas, y trabajó allí durante varios años como ingeniero de sistemas eléctricos.
La salida de Crutchley de Kokomo se produjo después de que la seguridad de la planta realizara una investigación sobre materiales faltantes. Más tarde se mudó al condado de Fairfax, Virginia, y se volvió a casar a finales de la década de 1970. Trabajó para varias empresas de alta tecnología en el área de Washington D. C., incluidas TRW, ICA y Logicon Process Systems. Más tarde, Crutchley se mudó a Florida y comenzó a trabajar en 1983 en Harris Corporation en Palm Bay. En el momento de su arresto, se descubrió que Crutchley estaba en posesión de una gran cantidad de información altamente clasificada sobre armamento y comunicaciones militares. El FBI, la CIA y la Inteligencia militar consideraron abrir un caso de espionaje contra él, aunque finalmente nunca lo hicieron. El empleador de Crutchley, Harris Corporation, estaba muy involucrado no sólo con las instalaciones de investigación y lanzamiento de la NASA en Cabo Cañaveral, sino también con otros contratistas y subcontratistas militares. Debido a la naturaleza de su trabajo, Crutchley también tenía autorización de seguridad ultrasecreta en el Pentágono que le daba acceso a documentos clasificados.

## Arresto e investigación
En la noche del 22 de noviembre de 1985, en Malabar, Florida, una adolescente desnuda solo tapándose con una toalla y esposada por los tobillos, identificada más tarde como Laura Murphy, de 19 años, fue encontrada arrastrándose al costado de la carretera. Varios camiones la habían rebasado sin parar antes de que un automovilista se detuviera para ayudarla. Le rogó al automovilista que no la llevara de regreso "a esa casa"; Cuando él preguntó dónde, ella le dijo que recordara cierta casa. Observó el lugar, la llevó a casa y llamó a la policía y a una ambulancia.
El hospital determinó que a la víctima le faltaba entre el 40 y el 45 por ciento de su sangre y tenía marcas de ligaduras en el cuello. Había estado haciendo autostop el día anterior, el 21 de noviembre, y afirmó que Crutchley la había recogido y parecía dispuesto a llevarla a donde necesitaba ir, que era la cercana ciudad de Melbourne, Florida, pero dijo que tenía que parar primero de vuelta en su casa porque había olvidado recoger un cuaderno que, según decía, necesitaba en el trabajo. Una vez en el camino de entrada, Crutchley la invitó a pasar, pero ella se negó, momento en el que ató una ligadura alrededor del cuello de la joven, la estranguló hasta dejarla inconsciente y la arrastró a su casa. Luego, le quitó toda la ropa y la ató sobre la encimera de la cocina.
Cuando Murphy se despertó descubrió que estaba atada a la encimera en la cocina, con los brazos y las piernas inmovilizados. Había colocado allí una cámara de vídeo, junto con luces, presumiblemente para poder grabar y ver más tarde las imágenes y revivir el ataque. Luego, Crutchley la violó, le insertó agujas hipodérmicas conectadas a tubos médicos en el brazo y la muñeca, le extrajo sangre con cuidado hasta un frasco y comenzó a beberla, diciéndole que era un vampiro. Luego, la esposó y la metió en la bañera, regresando más tarde para otra ronda de agresión sexual y extracción de sangre.
A la mañana siguiente, después de una tercera ronda de violación y extracción sanguínea, Crutchley esposó a Murphy y la dejó nuevamente en el baño, diciendo que regresaría más tarde para cometer más agresiones y que si intentaba escapar mientras tanto, su hermano vendría y la mataría. Pero después de que Crutchley se fue, ella consiguió salir por la ventana del baño y arrastrarse hasta la calle. Un hematólogo afirmó más tarde que, si no hubiera podido conseguir ayuda, habría muerto a causa de la pérdida de sangre en doce horas. Inicialmente, Murphy estaba demasiado traumatizada para presentar cargos contra Crutchley, pero un consejero sobre violación finalmente pudo persuadirla para que lo hiciera explicándole que si Crutchley era declarado culpable, ayudaría a evitar que pudiera dañar a más víctimas.
Se emitió una orden de registro para la casa de Crutchley, cuya esposa e hijo estaban ausentes durante las vacaciones de Acción de Gracias visitando a familiares en Maryland. Se había borrado parcialmente la cinta de vídeo de la cámara que, según la víctima, habría contenido imágenes de su violación y extracción de sangre. Crutchley fue arrestado durante el registro, que tuvo lugar a las 2:30 a. m. Las fotografías del interior de la casa tomadas en el momento de esta primera búsqueda mostraron, entre otras cosas, una pila de tarjetas de crédito de varios centímetros de espesor. En un registro posterior no se encontraron estas tarjetas de crédito, ni una colección de collares de mujer y múltiples mechones de cabello escondidos en un armario que la policía había observado, pero no confiscado, durante el primer registro.
Durante la segunda búsqueda en relación con el caso Malabar, la policía descubrió un fajo de setenta y dos fichas en las que Crutchley había registrado los nombres de varias mujeres y algunos hombres junto con descripciones de sus interacciones sexuales, basadas sobre todo en el bondage y la dominación. Cuando fueron contactadas estas personas, algunos de los implicados indicaron que durante el encuentro sexual había cruzado la línea de actos consentidos "pervertidos" a agresiones sexuales de grado moderado. La esposa de Crutchley sabía de estas aventuras sexuales y, al parecer, había cooperado en actos similares y habló con la prensa sobre ello. Entre otros comentarios, comentó sobre su ataque a la adolescente esposada, calificándolo de "una violación suave, desprovista de cualquier brutalidad manifiesta". Cuando las autoridades registraron la oficina de Crutchley, encontraron varias fotografías sexualmente explícitas de una mujer no identificada atada y amordazada, con Crutchley estrangulándola manualmente. También encontraron cintas sexuales caseras de Crutchley y su esposa, y decenas de fotografías de mujeres sacadas furtivamente en lugares públicos.
En junio de 1986, Crutchley se declaró culpable de secuestro y violación a cambio de que los fiscales retiraran el cargo de "daño corporal grave" por extraer la sangre de la víctima y por posesión de drogas ya que los agentes encontraron marihuana. No obstante, durante la fase de sentencia, el problema de la sangre resurgió y Crutchley afirmó que una enfermera le había introducido a beber sangre como parte de un ritual sexual en 1970. Crutchley pidió que no se considerara el consumo de sangre en su sentencia porque, en este caso, no había bebido la sangre; afirmó que se había coagulado antes de que pudiera beberla, "y no podía tragarla". La esposa de Crutchley no subió al estrado, pero dijo a los periodistas que su marido no era culpable y que era simplemente "un tipo pervertido". Basándose en el testimonio en la audiencia de sentencia, el juez optó por exceder las pautas estatales y condenó a Crutchley a veinticinco años de prisión con cincuenta años de libertad condicional posterior.

## Posibles víctimas
Después de ser contactado por las autoridades locales para solicitar su opinión, el perfilador del FBI Robert Ressler estaba convencido de que era casi seguro que Crutchley había matado antes, identificándolo como un "asesino en serie de tipo organizado". Ressler instigó la segunda búsqueda, que fue de alcance y detalle mucho más amplios que la primera. Señaló que se habían encontrado varios cuerpos de mujeres en el condado de Brevard en años anteriores, y que se habían hallado otros cuerpos y se había reportado la desaparición de mujeres en Pensilvania mientras Crutchley vivía allí. Sin embargo, no se pudo encontrar evidencia que vincule estas muertes con Crutchley. Poco después de declararse culpable, Crutchley se jactó en una conferencia de prensa de que las autoridades no pudieron conectarlo con ningún otro crimen. "No hay ningún delito con el que puedan vincularme", dijo. Las autoridades creen que pudo haber matado mujeres en Virginia, Maryland, Ohio, Washington D. C. y el condado de Brevard, Florida.
- Dado que la familia política de Crutchley vivía en el condado de Montgomery, Maryland, lo examinaron en relación con el asesinato de Kathy Lynn Beatty, de 15 años, y la doble desaparición entonces sin resolver de las hermanas Katherine Mary Lyon, de 10 años, y Sheila Mary Lyon, de 12. El 24 de julio de 1975, Beatty fue golpeada y violada en el bosque junto al Aspen Hill K-Mart y 7-Eleven en Silver Spring, Maryland.[7] Permaneció en coma durante un mes antes de fallecer a consecuencia de sus heridas. El ataque a Beatty ocurrió exactamente a cuatro millas del secuestro de las Hermanas Lyon que desaparecieron mientras visitaban un centro comercial en Wheaton, Maryland, un suburbio de Washington D. C., el 25 de marzo de 1975.[8] En septiembre de 2017, un individuo se declaró culpable de dos cargos de asesinato en primer grado por el secuestro y asesinato de las dos hermanas y recibió dos sentencias de 48 años. El asesinato de Beatty sigue sin resolverse.
- El 28 de enero de 1978, Deborah Rita “Dee” Fitzjohn, una secretaria de 25 años de Fairfax, Virginia, desapareció. Crutchley fue sometido a un estrecho escrutinio porque era un conocido de Fitzjohn entonces y ella fue vista con vida por última vez en el parque de casas rodantes donde él vivía en Waple's Mobile Home Estates. Como resultado, fue interrogado varias veces por su posible implicación en su desaparición. Crutchley afirmó que Deborah lo había visitado la noche antes de su desaparición, pero él se quedó dormido frente al televisor. Dijo que ella se había ido cuando despertó. Los restos óseos de Fitzjohn fueron encontrados por un cazador en octubre del año siguiente. Cuando Crutchley fue arrestado en noviembre de 1985, los investigadores dijeron que encontraron la tarjeta de presentación del investigador jefe del caso Fitzjohn entre las posesiones de Crutchley.[9]
- Patti Lou Volansky, de 29 años, fue vista por última vez por su compañera de cuarto entre las 4:30 y las 5:30. pm del 15 de marzo de 1985, cuando Volansky decidió hacer autostop para ir al supermercado y salió a pie de su piso en Mims, Florida. Nunca volvió a ser vista. Crutchley es considerado sospechoso en el caso. En su lugar de trabajo, se descubrió la tarjeta de identificación con fotografía de Volansky, y él reconoció que la había recogido haciendo autostop unos seis meses antes de su arresto en noviembre de 1985.[10] Crutchley afirmó que le ordenó a Volansky que saliera de su auto después de que ella comenzó a hacer demandas "desagradables" de alcohol y drogas. Al día siguiente encontró su cartera en el asiento de su vehículo con su tarjeta de identificación dentro y se llevó esta a su oficina. Su cuerpo no ha sido encontrado.
- Además de Volansky, la policía encontró las tarjetas de identificación de otras cinco mujeres en el escritorio de Crutchley. Una de ellas pertenecía a Nancy Kay Brown, una joven de 25 años originaria de Rantoul, Illinois, que desapareció mientras estaba de vacaciones en Cocoa Beach, Florida, el 6 de junio de 1983. Sus restos fueron descubiertos en Canaveral Groves el 8 de marzo de 1984.[11] Murió de un fuerte golpe en la cabeza. El 1 de mayo de 1984, navegantes encontraron el cuerpo en descomposición de una mujer flotando en un arroyo al norte del Canal Barge en Merritt Island. Posteriormente fue identificada como Cheryl Ann Windsor, de 16 años, quien había sido reportada como desaparecida por su madre el 7 de abril de 1984, y cuya identificación fue encontrada junto con las pertenecientes a Diana Lee Casey, de 20 años, cuyos restos óseos fueron encontrados también en Merritt Island en 1984.[12]
- Veintitrés fragmentos de huesos, que se cree que son los restos parciales de dos mujeres, fueron encontrados entre una densa maleza al sur de la Ruta 1 de los EE. UU. en Malabar, Florida, el 30 de enero de 1985. Algunos de los huesos fueron identificados como los restos de Kimberly Ann “Kim” Walker, de 21 años, de Vero Beach, Florida. Los huesos de una pelvis, una pierna y pie pertenecen a otra mujer aún no identificada.[13] En ambos casos fue imposible averiguar la causa exacta de la muerte debido a la escasez de restos hallados. Walker había sido vista por última vez en junio de 1984 subiéndose a un automóvil pequeño de color claro tras salir de una tienda en Micco. Crutchley poseía un Nissan Stanza modelo 1982 color beige. El cuerpo en descomposición y apaleado de Lynn Kay Desantis, de 40 años, fue encontrado tirado en una zanja en Grant, Florida, el 26 de noviembre de 1985. Fue vista por última vez haciendo autostop afuera del Colonial Motel donde residía en Melbourne, Florida. Su muerte fue declarada un homicidio. Se encontraron identificaciones pertenecientes tanto a Walker como a Desantis en posesión de Crutchley.
- En 1995, agentes del Servicio de Investigación Criminal Naval comenzaron a investigar a Crutchley, quien tenía acceso a la Base Aeronaval de Norfolk durante el tiempo en que dos mujeres fueron asesinadas en la base.[14] Pamela Anne Kimbrue, una mensajera de la Marina de 23 años, desapareció de la base el 25 de marzo de 1982. Más tarde, al final de la rampa de un hidroavión, su cuerpo fue descubierto flotando dentro de su vehículo sumergido. Su agresor intentó estrangularla mientras le ataba los brazos a la espalda con la cuerda de un tendedero. Carol Ann Molnar, empleada de la Marina de 21 años, desapareció el 6 de febrero de 1983. Tres meses después, en la base de Norfolk, su cuerpo en descomposición fue descubierto parcialmente enterrado bajo las rocas de un malecón. La habían asfixiado hasta morir. Tras su investigación, en 1997 un hombre fue condenado a dos cadenas perpetuas por el asesinato de Kimbrue.[15] Sin embargo, el asesinato de Molnar no ha sido resuelto.
- En 2010, la Oficina del Sheriff del condado de Brevard publicó una imagen de una reconstrucción del cráneo basada en los restos de una mujer no identificada conocida sólo como la Jane Doe (Desconocida) del condado de Brevard. [16] Cazadores adolescentes encontraron los restos óseos en una zona densamente boscosa frente a Hollywood Boulevard en West Melbourne, Florida, el 15 de diciembre de 1985, no lejos de la casa de Crutchley.[17] La víctima fue una de las cuatro mujeres no identificadas cuyos cuerpos fueron descubiertos en el área sur de Brevard en 1985.

## Prisión y muerte
Al escribir sobre el caso en 1992, Ressler predijo que la sentencia de "25 a cadena perpetua" de Crutchley resultaría en su liberación tan pronto como 1998. De hecho, Crutchley fue liberado dos años antes. Después de cumplir once años de su condena, Crutchley fue puesto en libertad el 8 de agosto de 1996 de la Institución Correccional Union en Rainford por buena conducta. Los funcionarios de Bridgeport, Virginia Occidental, donde vivía su madre, no lo querían, ni tampoco las autoridades de Malabar y Melbourne. Por lo tanto, Crutchley fue trasladado al Centro de Restitución y Libertad Condicional de Orlando, un centro de rehabilitación donde recibiría asesoramiento y pagaría restitución incluso mientras cumplía sus cincuenta años de libertad condicional.
Menos de un día después, Crutchley fue arrestado por violar su libertad condicional después de dar positivo por marihuana. Aunque negó haber fumado marihuana y dijo que los reclusos le lanzaban humo de porros a la cara, los fiscales en el juicio posterior lo mostraron confesando a un inspector penitenciario que fumaba la sustancia porque estaba nervioso por su inminente liberación y era consciente de los efectos relajantes del canabis. Esta violación de su libertad condicional dio lugar a una sentencia de cadena perpetua que se le impuso el 31 de enero de 1997, en aplicación de la " ley de los tres strikes ". Esta fue su tercera condena; las dos primeras fueron por el secuestro y la violación de la autoestopista de Malabar.
Luego, Crutchley fue puesto en régimen de aislamiento cuando se descubrió que se había hecho trece pírsines en los genitales, lo que violaba las reglas de la prisión. El 30 de marzo de 2002, Crutchley murió en la cárcel. Los funcionarios penitenciarios informaron el 2 de abril de 2002 que lo habían encontrado muerto en su celda del Instituto Correccional Hardee con una bolsa de plástico en la cabeza. La causa de muerte reportada fue asfixia. Un informe posterior, alrededor del 1 de agosto de 2003, del Departamento Correccional de Florida declaró que Crutchley murió por asfixia autoerótica.

## En los medios
El 30 de octubre de 2010, el canal de televisión por cable Investigation Discovery transmitió un resumen de veinte minutos del incidente del condado de Brevard que llevó al encarcelamiento de Crutchley. Este episodio de American Occult incluye entrevistas con la "socióloga del vampirismo" Katherine Ramsland, así como con investigadores del condado de Brevard. Este episodio también incluyó imágenes de video de archivo de Crutchley, incluida su declaración de que la atribución de vampirismo es inútil, declarando que "se trata de la etiqueta de la 'gran V', la 'gran V' está vacía, ese no soy yo". La profesora Ramsland señaló sobre Crutchley que no había nada en él que pudiera enviar señales de peligro a potenciales víctimas; de hecho, afirma que "no había nada en él que indicara que era otra cosa que un ingeniero".